# Mistrzostwa Europy Małych Państw Juniorów w Piłce Siatkowej 2012
III Mistrzostwa Europy Małych Państw Juniorów w Piłce Siatkowej Mężczyzn – turniej organizowany przez Europejską Konfederację Piłki Siatkowej (CEV), rozegrany w dniach 3-7 kwietnia 2012 roku w szkockim mieście Motherwell. W rozgrywkach udział wzięło 6 reprezentacji zrzeszonych w CEV i Small Countries Division.
Wszystkie mecze odbyły się w Ravenscraig Regional Sports Facility.

## Faza finałowa

### Tabela
| Lp. | Drużyna           | Pkt | Mecze | Mecze   | Mecze   | Sety | Sety | Sety  | Małe punkty | Małe punkty | Małe punkty |
| Lp. | Drużyna           | Pkt | M     | W (3:2) | P (2:3) | wyg. | prz. | ratio | zdob.       | str.        | ratio       |
| --- | ----------------- | --- | ----- | ------- | ------- | ---- | ---- | ----- | ----------- | ----------- | ----------- |
| 1   | Cypr              | 15  | 5     | 5 (0)   | 0 (0)   | 15   | 2    | 7.500 | 413         | 277         | 1.491       |
| 2   | Luksemburg        | 12  | 5     | 4 (0)   | 1 (0)   | 13   | 4    | 3.250 | 405         | 311         | 1.302       |
| 3   | Szkocja           | 9   | 5     | 3 (0)   | 2 (0)   | 9    | 7    | 1.286 | 345         | 335         | 1.030       |
| 4   | San Marino        | 6   | 5     | 2 (0)   | 3 (0)   | 8    | 9    | 0.889 | 370         | 358         | 1.034       |
| 5   | Irlandia Północna | 3   | 5     | 1 (0)   | 4 (0)   | 4    | 12   | 0.333 | 284         | 369         | 0.770       |
| 6   | Irlandia          | 0   | 5     | 0 (0)   | 5 (0)   | 0    | 15   | 0.000 | 208         | 375         | 0.555       |

Źródło: cev.lu
Punktacja: 3:0 i 3:1 – 3 pkt; 3:2 – 2 pkt; 2:3 – 1 pkt; 1:3 i 0:3 – 0 pkt
Zasady ustalania kolejności: 1. liczba punktów; 2. liczba zwycięstw; 3. stosunek setów; 4. stosunek małych punktów; 5. bilans w bezpośrednich meczach

### Wyniki spotkań
Czas wszystkich meczów: UTC+0:00.

#### 1. kolejka
| Data  | Godzina | Drużyna 1  | Wynik | Drużyna 2         | Set 1 | Set 2 | Set 3 | Set 4 | Set 5 | Widzów | Raport |
| ----- | ------- | ---------- | ----- | ----------------- | ----- | ----- | ----- | ----- | ----- | ------ | ------ |
| 03.04 | 15:30   | Cypr       | 3:0   | Irlandia          | 25:9  | 25:7  | 25:11 |       |       | 35     |        |
| 03.04 | 18:00   | San Marino | 0:3   | Luksemburg        | 19:25 | 13:25 | 23:25 |       |       | 180    |        |
| 03.04 | 20:30   | Szkocja    | 3:0   | Irlandia Północna | 25:17 | 25:13 | 25:15 |       |       | 120    |        |

#### 2. kolejka
| Data  | Godzina | Drużyna 1         | Wynik | Drużyna 2  | Set 1 | Set 2 | Set 3 | Set 4 | Set 5 | Widzów | Raport |
| ----- | ------- | ----------------- | ----- | ---------- | ----- | ----- | ----- | ----- | ----- | ------ | ------ |
| 04.04 | 15:30   | Luksemburg        | 1:3   | Cypr       | 25:18 | 15:25 | 19:25 | 23:25 |       | 120    |        |
| 04.04 | 18:00   | Szkocja           | 3:1   | San Marino | 25:18 | 17:25 | 25:23 | 27:25 |       | 150    |        |
| 04.04 | 20:30   | Irlandia Północna | 3:0   | Irlandia   | 25:15 | 25:15 | 25:16 |       |       | 35     |        |

#### 3. kolejka
| Data  | Godzina | Drużyna 1  | Wynik | Drużyna 2         | Set 1 | Set 2 | Set 3 | Set 4 | Set 5 | Widzów | Raport |
| ----- | ------- | ---------- | ----- | ----------------- | ----- | ----- | ----- | ----- | ----- | ------ | ------ |
| 05.04 | 15:30   | Cypr       | 3:0   | Szkocja           | 25:16 | 25:16 | 25:13 |       |       | 120    |        |
| 05.04 | 18:00   | San Marino | 3:0   | Irlandia Północna | 25:11 | 25:21 | 25:12 |       |       | 103    |        |
| 05.04 | 20:30   | Irlandia   | 0:3   | Luksemburg        | 11:25 | 14:25 | 11:25 |       |       | 30     |        |

#### 4. kolejka
| Data  | Godzina | Drużyna 1         | Wynik | Drużyna 2  | Set 1 | Set 2 | Set 3 | Set 4 | Set 5 | Widzów | Raport |
| ----- | ------- | ----------------- | ----- | ---------- | ----- | ----- | ----- | ----- | ----- | ------ | ------ |
| 06.04 | 15:30   | San Marino        | 1:3   | Cypr       | 25:20 | 16:25 | 14:25 | 19:25 |       | 75     |        |
| 06.04 | 18:00   | Irlandia Północna | 1:3   | Luksemburg | 25:23 | 17:25 | 18:25 | 11:25 |       | 40     |        |
| 06.04 | 20:30   | Szkocja           | 3:0   | Irlandia   | 25:15 | 25:14 | 25:20 |       |       | 200    |        |

#### 5. kolejka
| Data  | Godzina | Drużyna 1 | Wynik | Drużyna 2         | Set 1 | Set 2 | Set 3 | Set 4 | Set 5 | Widzów | Raport |
| ----- | ------- | --------- | ----- | ----------------- | ----- | ----- | ----- | ----- | ----- | ------ | ------ |
| 07.04 | 15:30   | Cypr      | 3:0   | Irlandia Północna | 25:11 | 25:15 | 25:23 |       |       | 40     |        |
| 07.04 | 18:00   | Irlandia  | 0:3   | San Marino        | 18:25 | 16:25 | 16:25 |       |       | 88     |        |
| 07.04 | 20:30   | Szkocja   | 0:3   | Luksemburg        | 15:25 | 23:25 | 18:25 |       |       | 250    |        |

## Klasyfikacja końcowa
| Lp. | Drużyna           |
| --- | ----------------- |
| 1   | Cypr              |
| 2   | Luksemburg        |
| 3   | Szkocja           |
| 4   | San Marino        |
| 5   | Irlandia Północna |
| 6   | Irlandia          |

## Nagrody indywidualne
| MVP               | Najlepszy punktujący | Najlepszy blokujący | Najlepszy przyjmujący | Najlepszy zagrywający | Najlepszy rozgrywający | Najlepszy atakujący  | Najlepszy libero      |
| ----------------- | -------------------- | ------------------- | --------------------- | --------------------- | ---------------------- | -------------------- | --------------------- |
| Lorenzo Benvenuti | Georgios Moschobakis | Chris Zuidberg      | Tycho Eichstaedt      | Richard Surgenor      | Grant Gwynne           | Georgios Moschobakis | Nikolas Charalambides |

## Składy drużyn
| Nr | Imię i nazwisko           | Data urodzenia (wiek) | Wzrost (cm) |
| -- | ------------------------- | --------------------- | ----------- |
| 3  | Andreas Charalambous      | 21.11.1994 (17)       | 187         |
| 4  | Matheos Averkiou          | 30.12.1993 (18)       | 194         |
| 5  | Christos Prodromou        | 26.10.1995 (16)       | 188         |
| 6  | Marios Agapiou            | 26.06.1995 (16)       | 190         |
| 7  | Andreas Spyrou            | 25.01.1994 (18)       | 186         |
| 8  | Anastasios Stylianou      | 29.01.1994 (18)       | 195         |
| 9  | Kostas Kalafatis          | 06.09.1994 (17)       | 185         |
| 10 | Nikolas Charalambides (L) | 26.11.1993 (18)       | 185         |
| 11 | Konstantinos Jannakkos    | 20.04.1994 (17)       | 184         |
| 12 | Georgios Moschobakis      | 07.04.1994 (17)       | 192         |
| 13 | Panagiotis Michail        | 07.05.1994 (17)       | 185         |
| 14 | Konstantinos Ttofias      | 03.05.1994 (17)       | 187         |

| Nr | Imię i nazwisko          | Data urodzenia (wiek) | Wzrost (cm) |
| -- | ------------------------ | --------------------- | ----------- |
| 1  | Stephen McEvoy (L)       | 09.12.1995 (16)       | 160         |
| 2  | Michael John Bumster (L) | 12.11.1993 (18)       | 166         |
| 3  | Luke Uniacke             | 09.11.1994 (17)       | 179         |
| 4  | Patrick Halpin           | 28.01.1996 (16)       | 170         |
| 5  | Jack Davies              | 28.10.1994 (17)       | 178         |
| 6  | Ion Comendant            | 06.01.1994 (18)       | 186         |
| 7  | Caomhan Conaghan         | 14.07.1995 (16)       | 182         |
| 8  | Patrick Joseph Flanagan  | 17.01.1994 (18)       | 185         |
| 9  | Cormac Dillon            | 09.12.1994 (17)       | 178         |
| 10 | Shane McCarthy           | 26.04.1994 (17)       | 182         |
| 12 | Niall Haverty            | 28.07.1993 (18)       | 186         |
| 13 | Aidan McDonnell          | 30.01.1996 (16)       | 180         |

| Nr | Imię i nazwisko  | Data urodzenia (wiek) | Wzrost (cm) |
| -- | ---------------- | --------------------- | ----------- |
| 1  | Peter Stewart    | 26.04.1995 (16)       | 194         |
| 3  | Jack Clarke (L)  | 25.03.1993 (19)       | 175         |
| 5  | Ryan Caddell     | 09.05.1993 (18)       | 190         |
| 7  | Jason Martin     | 23.10.1994 (17)       | 183         |
| 9  | Mark Brown       | 16.01.1994 (18)       | 188         |
| 11 | Stephen Conn     | 17.02.1995 (17)       | 184         |
| 13 | Richard Surgenor | 23.03.1993 (19)       | 193         |
| 15 | Callum Currie    | 04.06.1994 (17)       | 193         |
| 13 | Graeme Currie    | 03.03.1995 (17)       | 189         |

| Nr | Imię i nazwisko       | Data urodzenia (wiek) | Wzrost (cm) |
| -- | --------------------- | --------------------- | ----------- |
| 2  | Ben Hoffman           | 25.02.1993 (19)       | 190         |
| 3  | Gilles Bestgen        | 14.04.1993 (18)       | 178         |
| 4  | Eric Haas             | 04.09.1996 (15)       | 180         |
| 5  | Tycho Eichstaedt (L)  | 14.09.1993 (18)       | 180         |
| 6  | Max Funk              | 24.07.1996 (15)       | 181         |
| 7  | Eric Schanet          | 06.11.1993 (18)       | 180         |
| 9  | Paul Heinen           | 09.04.1996 (15)       | 181         |
| 10 | Charel Hoffmann       | 14.07.1997 (14)       | 183         |
| 11 | Kamil Rychlicki       | 01.11.1996 (15)       | 193         |
| 12 | Maurice Van Landeghem | 06.02.1996 (16)       | 187         |
| 15 | Chris Zuidberg        | 02.09.1994 (17)       | 195         |
| 18 | Loll Kirtz            | 21.04.1994 (17)       | 190         |

| Nr | Imię i nazwisko      | Data urodzenia (wiek) | Wzrost (cm) |
| -- | -------------------- | --------------------- | ----------- |
| 2  | Tommaso Morri        | 09.02.1996 (16)       | 183         |
| 3  | Marco Rondelli       | 06.07.1994 (17)       | 185         |
| 4  | David Zonzini        | 11.03.1994 (18)       | 191         |
| 5  | Matteo Antonelli     | 03.04.1994 (18)       | 180         |
| 6  | Riccardo Fiorini (L) | 06.01.1994 (18)       | 176         |
| 8  | Mattia Conti         | 26.05.1994 (17)       | 168         |
| 9  | Alex Gabrielli (L)   | 19.09.1996 (15)       | 174         |
| 10 | Lorenzo Benvenuti    | 08.07.1994 (17)       | 184         |
| 11 | Simone Stefanelli    | 04.03.1994 (18)       | 189         |
| 12 | Tommaso Raffaeli     | 28.03.1996 (16)       | 177         |
| 13 | Daniele Terenzi      | 27.05.1994 (17)       | 187         |
| 14 | Michele Giacobbi     | 04.08.1994 (17)       | 171         |

| Nr | Imię i nazwisko  | Data urodzenia (wiek) | Wzrost (cm) |
| -- | ---------------- | --------------------- | ----------- |
| 1  | Grant Gwynne     | 28.03.1994 (18)       | 179         |
| 3  | Marc Mclaughlin  | 07.01.1997 (15)       | 174         |
| 4  | Stuart Mackenzie | 17.10.1997 (14)       | 160         |
| 5  | Scott Wilson     | 16.12.1995 (16)       | 185         |
| 6  | Ben Wright       | 31.01.1993 (19)       | 194         |
| 7  | Regan Kidd       | 01.08.1996 (15)       | 196         |
| 8  | Connor Boyle     | 30.07.1993 (18)       | 193         |
| 9  | Ross Kirkwood    | 03.11.1993 (18)       | 188         |
| 10 | Mark Lawson      | 16.05.1994 (17)       | 193         |
| 11 | Ross McKelvie    | 15.01.1995 (17)       | 196         |
| 12 | Matthew Berry    | 10.06.1996 (15)       | 189         |
| 13 | Matthew Wedlock  | 06.06.1993 (18)       | 187         |